# بيكيت
بيكيت أو شرف الرب ( (بالفرنسية: Becket ou l'honneur de Dieu) ) هي مسرحية من عام 1959 كتبها جان أنويله باللغة بالفرنسية . احداث هذه المسرحية تدور حول القتال بين توماس بيكيت والملك هنري الثاني ملك إنجلترا الذي أدى إلى اغتيال بيكيت عام 1170. ومن المعروف أن بها الكثير من الحقائق التاريخية الخاطئة ، وهو ما قاله جان أنويله.
عُرضت المسرحية لأول مرة باللغة الفرنسية في مسرح مونبارناس - جاستون باتي في باريس في تاريخ 8 أكتوبر 1959 وفي النسخة الإنجليزية في برودواي في عام 1960. 